# Sverre Midjord
Sverre Ingolf Midjord (født 2. april 1933 i Tvøroyri, død 10. oktober 2016 i Tvøroyri) var en færøsk kontorist, idrætsleder, sportsmand og politiker (Javnaðarflokkurin).
Han voksede op hos sine besteforældre, Julia og Poul J. Midjord, í Trøðini. Sverre Midjord var aktiv inden både bordtennis, håndbold og fodbold. Han blev færøsk mester i håndbold sammen med Tvøroyrar Bóltfelag (TB) i 1953. Han var senere træner i 1. division 1968–1971 og klubbens formand 1970–1972. Han var en af dem, der startede badminton som sport på Færøerne og var selv aktiv som badmintonspiller til han nåede en høj alder. Endvidere havde han en vigtig rolle som sportsleder i Ítróttasamband Føroya, hvor han var bestyrelsesmedlem i over 40 år og vicepræsident i over 25 år. Midjord arbejdede på posthuset i Tvøroyri 1950–1969, derefter ved det færøske told- og skattekontor i Tvøroyri fra 1969 til han nåede pensionsalderen.
Midjord var medlem af kommunestyret i Tvøroyri 1966–1984 og 1989–2008, fra 1967 til 1984 som borgmester. Midjord var valgt til Lagtinget fra Suðuroy 1978–1980, 1990–1994 og 2004–2008 og mødte fast som vicerepræsentant for lagmand Atli Dam 1975–1978 og 1985–1988.